# Goryphus difficilis
Goryphus difficilis là một loài tò vò trong họ Ichneumonidae.